# François Bœspflug
François Bœspflug (nacido en 1945) es un historiador francés del cristianismo e historiador del arte cristiano, en particular de la Edad Media.
François Bœspflug ha estado en la orden dominica desde 1965, François Bœspflug es profesor emérito de historia de las religiones en la Facultad de Teología Católica en Estrasburgo después de haber enseñado allí de 1990 a 2013.
F. Bœspflug era un miembro de la dirección literaria de Éditions du Cerf de 1982 a 1999.
Dejó la orden dominicana y el sacerdocio cuando se casó en 2015. A petición suya, se estaba destituyendo del estado clerical en 2018.
François Bœspflug, que denuncia el celibato de los hombres de la Iglesia, interviene regularmente en los medios de comunicación sobre cuestiones relacionadas con la Iglesia Católica, pero también de manera más general sobre las representaciones de lo divino en todas las religiones.